# أندرو لينكولن
أندرو جيمس كلوتيربوك
(بالإنجليزية: Andrew James Clutterbuck) (مواليد 14 سبتمبر 1973 –)، المعروف باسمه الفني أندرو لينكولن (بالإنجليزية: Andrew Lincoln)، هو ممثل بريطاني. بدءًا من عام 2010، اكتسب لينكولن شهرة لتجسيده شخصية ريك غرايمز، الشخصية الرئيسية في مسلسل الرعب وما بعد نهاية العالم التلفزيوني لـإيه إم سي الموتى السائرون، ومثل بأكثر من مسلسل غيره. لتجسيده شخصية ريك غرايمز، فاز لينكولن بجائزة لأفضل ممثل علي شاشة التلفاز في عامي 2015 و2017. غادر مسلسل الموتى السائرون في عام 2018، لكنه أعاد دوره كريك في عام 2022 كضيف شرف الحلقة الأخيرة بالمسلسل. من المقرر أن يظهر كريك غرايمز في مسلسل الموتى السائرون التلفزيوني المشتق المقرر إصداره عام 2024.

## نشأته ومشواره الفني
ولد لينكولن في 14 سبتمبر 1973 في لندن، وهو ابن مهندس مدني بريطاني وممرضة من جنوب أفريقيا. انتقلت عائلته إلي هال عندما كان عمره 18 شهرًا، ومن ثم إلي باث، سومرست عندما كان في الثامنة أو التاسعة من عمره. التحق بمدرسة بيتشن كليف، والتي حصل فيها علي دوره التمثيلي الأول عندما كان عمره 14 عامًا بدور آرتفول دودجر في الإنتاج المدرسي لمسرحية أوليفر!. قضي صيفًا في المسرح الوطني للشباب في لندن وأصبح مهتمًا بالتمثيل كمهنة. بعد مغادرة المدرسة، درس في مدرسة الدراما الأكاديمية الملكية للفنون المسرحية وبدأ في استخدام اسم "أندرو لينكولن" كاسمه الفني.

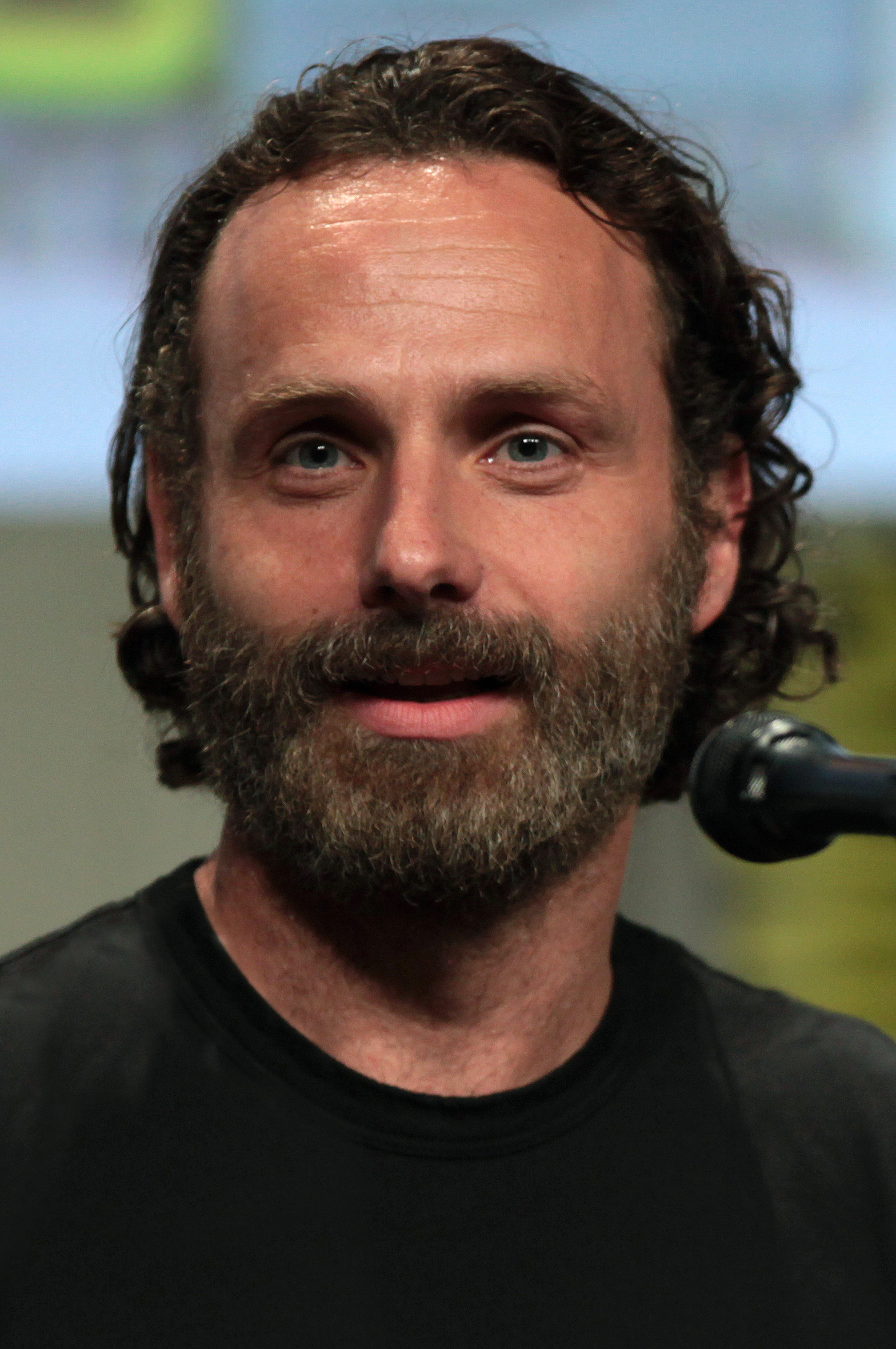
لينكولن في سان دييغو كوميك-كون 2014

في أبريل 2010، اختير لينكولن لدور ريك غرايمز، بطل مسلسل ما بعد نهاية العالم لـإيه إم سي الموتى السائرون. غرايمز هو نائب الشريف الذي يستيقظ من غيبوبة في خضم فاجعة الزومبي. يصبح قائدًا لمجموعة من العائلة والأصدقاء الذين اضطروا إلي محاربة الزومبي الآكل للحوم البشر والبشر العدائيين بلا هوادة. في 2010، وقع لينكولن للمسلسل لستة أعوام محتملة وأعاد التفاوض بشأن صفقة لموسمين إضافيين. ظهر لينكولن في المسلسل للمرة الأخيرة في 4 نوفمبر 2018، بعد أن ذكر سابقًا أنه يتمني قضاء المزيد من الوقت مع أطفاله. وفقًا لدي نيويورك تايمز، فإن دور لينكولن في الموتى السائرون جعله "مركزًا لأحد أكبر السلاسل في الثقافة الشعبية في العالم". بعد مغادرة لينكولن من الموتى السائرون، كان من المقرر أنه سيعيد دور ريك غرايمز في ثلاثية من الأفلام الروائية الطويلة. بسبب جائحة كوفيد-19، تم تأجيل الأفلام. تم استبدالهم لاحقًا بمسلسلات مدتها 6 ساعات من بطولة كل من لينكولن وداناي غورورا.
تلقي لينكولن جوائز عديدة وترشيحات لتجسيده شخصية ريك غرايمز؛ فاز بجائزة زحل لأفضل ممثل علي شاشة التلفاز في 2015 ومرة أخري في 2017. في 2012 و2015، سلط موقع تي في لاين (TVLine) الضوء علي لينكولن كـ"مؤدي الأسبوع" لأدائه في الحلقة الرابعة من الموسم الثالث ("القاتل بيننا") ولأدائه في الحلقة الخامسة عشر من الموسم الخامس ("حاول")، علي التوالي. حول أداء لينكولن في حلقة "حاول"، قال تي في لاين أنه "يمكنه التمثيل بطريقته من الألف إلي الياء كل ذلك في غضون ساعة واحدة". قال جاكوب ستولوورثي من ذي إندبندنت عن أداء لينكولن في الحلقة الأولي من الموسم السابع "اللحظة التي يتفوق فيها أندرو لينكولن، وتميل شخصيته للظهور بشكل كامل".